# 大分県社会人サッカーリーグ
大分県社会人サッカーリーグ（おおいたけんしゃかいじんサッカーリーグ）とは、全国の各都道府県にあるサッカーの都道府県リーグのひとつ。大分県のクラブチームが参加するリーグである。

## 概要・レギュレーション
大分県社会人サッカーリーグは4部構成となっている（2025年度）。
- 1部（8チーム）[1]
- 2部（8チーム）[2]
- 3部（7チーム）[3]
- 4部（5チーム×2パート）[4][5]

1部・2部・3部はまず1回戦総当たりのリーグ戦を行った後、成績上位・下位に分かれ順位決定リーグを行う。その際、勝ち点は持ち越しとなるが得失点差は持ち越さない。同勝ち点となった場合は順位決定リーグのみの得失点差で最終順位を決定する。4部は2回戦総当たりで行う。
試合時間は1部が90分、2部が80分、3部・4部は70分。

### 昇格・降格について
- 1部優勝チームは九州各県リーグ決勝大会の出場権を得る。同大会優勝で九州サッカーリーグに自動昇格、準優勝で九州リーグ9位と入替戦を行う。
- 1部8位は2部に自動降格。2部1位は1部に自動昇格。1部7位と2部2位は入替戦を行う。
- 2部8位は3部に自動降格。3部1位は2部に自動昇格。2部7位と3部2位は入替戦を行う。
- 3部7位・8位は4部に自動降格。4部各パート1位は3部に自動昇格。

なお、いずれも九州リーグとの昇降格により変動する可能性がある。

## 参加チーム（2025年）

### 1部
- 九州総合スポーツカレッジ
- 大分県庁サッカー部
- FC中津
- 耶馬溪FC
- エストレーノFC
- ASボラーレ
- F.C.アレス
- Prevalere FC

### 2部
- 本耶馬レッドリーブス
- SOL FC
- FC.CORRENTE
- 別府FCミネルバ
- 別府湯煙バスターズ
- 中津市役所サッカー部
- FCリバース
- ACミナミ

### 3部
- 大分市役所サッカー部
- INFINITY
- FC TORNEO
- FC STURMAS
- 宇佐シティFC
- スプラッシュ
- PLUS ONE

### 4部
| Aパート - Greed大分 - BHC - 大分上野丘クラブ - MAIS FORTE - 四日市FC | Bパート - ヴィンクラッソ大分 - FC PARCERO - キヤノンF.C. - みらいFC - 津久見市役所サッカー部 |

## 過去に所属したチーム
- 大分FC (現：大分トリニータ)：1994
- 新日鐵大分 (現：日本製鉄大分)：1987,1996-1997
- HOYO Atletico ELAN (現：ヴェルスパ大分)：2004-2009
- ジェイリースFC：2018-2020

## 歴代優勝チーム

### 1部
※九州リーグ昇格チームは太字で表記
- 2000年 中津SC
- 2001年 中津SC
- 2002年 中津SC
- 2003年 耶馬溪FC
- 2004年 中津SC
- 2005年 耶馬溪FC[7]
- 2006年 九州総合スポーツカレッジ[8]
- 2007年 耶馬溪FC[9]
- 2008年 九州総合スポーツカレッジ[10]
- 2009年 HOYO Atletico ELAN[11]
- 2010年 中津SC[12]
- 2011年 耶馬溪FC[13]
- 2012年 中津SC[14]
- 2013年 ASボラーレ
- 2014年 耶馬溪FC[15]
- 2015年 耶馬溪FC
- 2016年 Prevalere FC
- 2017年 ASボラーレ
- 2018年 九州総合スポーツカレッジ[16]
- 2019年 FC中津
- 2020年 ジェイリースFC
- 2021年 耶馬溪FC
- 2022年 九州総合スポーツカレッジ
- 2023年 耶馬溪FC
- 2024年 九州総合スポーツカレッジ